# 第4回JSLカップ
第4回JSLカップ（だい4かいJSLカップ）は、1979年7月15日から7月29日に行われた日本サッカーリーグ主催の大会である。今大会から予選リーグを廃止し、JSL1部、2部に所属する全20チーム参加によるトーナメント方式で争われた。優勝は読売サッカークラブであった。

## 出場クラブ

### JSL1部
- 三菱重工業サッカー部
- ヤンマーディーゼルサッカー部
- フジタ工業クラブサッカー部
- 読売サッカークラブ
- 日立製作所サッカー部
- 東洋工業サッカー部
- 日本鋼管サッカー部
- 新日本製鐵サッカー部
- 古河電気工業サッカー部
- 日産自動車サッカー部

### JSL2部
- 富士通サッカー部
- 本田技研工業サッカー部
- 甲府サッカークラブ
- ヤンマークラブ
- 田辺製薬サッカー部
- 帝人サッカー部
- 東芝堀川町サッカー部
- 住友金属工業蹴球団
- トヨタ自動車工業サッカー部
- ヤマハ発動機サッカー部

## 試合

### 1回戦
- ヤンマー 5-0 東芝堀川町
- 新日鉄 2-1 甲府クラブ
- 三菱重工 2-1 東洋工業
- 古河電工 2-0 日本鋼管

### 2回戦
- ヤマハ発動機 3-1 日産自動車
- ヤンマー 1-2 読売クラブ
- トヨタ自工 1-1（PK5-4）新日鉄
- 帝人松山 1-2 富士通
- フジタ工業 2-0 住友金属
- 三菱重工 1-0 ヤンマークラブ
- 本田技研 0-1 古河電工
- 日立製作所 4-0 田辺製薬

### 準々決勝
- ヤマハ発動機 2-4 読売クラブ
- トヨタ自工 1-2 富士通
- フジタ工業 0-3 三菱重工
- 古河電工 2-1 日立製作所

### 準決勝
- 読売クラブ 3-3（PK4-3）富士通
- 三菱重工 2-2（PK5-4）古河電工

### 決勝
| 1979年7月29日 14:00 |

| 読売クラブ        | 3 - 2 | 古河電工          |
| ラモス 大友正人 2 |       | 前田秀樹 永井良和 |

| 長居陸上競技場 |